# Changyi
Changyi léase Cháng-Yi (en chino:昌邑区, pinyin:Chāngyì qū) es un distrito urbano bajo la administración directa de la Ciudad de Jilin. Se ubica en el centro geográfico de la provincia de Jilin , noreste de la República Popular China . Su área es de 900 km² y su población total para 2010 fue +600 mil habitantes. 

## Administración
El distrito de Changyi se divide en 20 pueblos que se administran en 16 subdistritos, 3 poblados y 1 villas.